# RK Partizan
RK Partizan är en handbollsklubb från Belgrad i Serbien, del av sport-organisationen JSD Partizan som bildades 1945. Partizan är en av Serbiens mest framgångsrika handbollsklubbar. Klubben har vunnit Prva Rukometna Liga 10 gånger 1993, 1994, 1995, 1999, 2002, 2003, 2009, 2011, 2012, 2025.

## Spelare i urval
- Mladen Bojinović (1995–1999)
- Nikola Eklemović (–1996)
- Aleksandar Knežević (1995–1996, 1998–1999)
- Nenad Puljezević (1994–1996)
- Bogdan Radivojević (2001–2013)
- Zoran Roganović (1998–2000)
- Dane Šijan (2001–2004)
- Alem Toskic (–2005)